# District de Dänew
Le district de Dänew (anciennement district de Galkynyş) est un district de la province de Lebap au Turkménistan.
Le centre administratif du district est la ville de Dänew (en).